# Termálfürdő FC Tiszaújváros
A Termálfürdő Football Club Tiszaújváros, egy 1960-ban alapított magyar labdarúgóklub. Székhelye Tiszaújvárosban található.

## Történet

### Alapítás előtti időszak
1953. január 16-án a Minisztertanács rendelete értelmében Tiszavidéki Vegyi Kombinát (TVK) néven szocialista mamutvállalat alapíttatott Tiszaszederkény és Tiszapalkonya között. A település és a sport fejlődését ezután a TVK működése jelentősen befolyásolta. Fokozatosan indították be a termelő egységeket, ezzel munkahelyeket teremtve. A munkahelyek dolgozókat vonzottak és a település lélekszámának növekedésével párhuzamosan nőtt a település lakóinak kulturális és szórakozási igénye is.

### Alapítás és kezdetek
1960-ban megalakult a vállalati egyesület, a Tiszavidéki Vegyi Kombinát Sport Club (TVK SC). Ezt megelőzően is létezett futball, a falusi Tiszaszederkény a járási bajnokságban küzdött, az 1960/61-es idényben a megyei II. osztályú csapata beolvadt a TVK SC-be.
1963 őszén az időközben Tiszai Vegyi Kombinát SC-re átkeresztelt csapat egyesült a szomszédos Tiszapalkonyai Vasassal, amelynek jóvoltából először szerepelt a Borsod megyei első osztályban, mégpedig Tiszaszederkényi Munkás Testedző Kör néven. 1967-ig a középmezőnyben szerepeltek, ekkor az egyesület vezetősége a minőségi futball létrehozását határozta el: edzőnek leszerződtették Bányai Nándort, a Budapest Honvéd FC volt válogatott játékosát , aki több NB-s rutinnal rendelkező játékost hozott magával. A változás gyorsan meghozta eredményét, először a megyei bajnokságot, majd újoncként az NB III-at nyerte meg a csapat Bán Nándor edző vezérletével és jutott az NB II-be.
A sportegyesület történetének első nagy sikerének az alábbiak játékosok voltak részesei: Taskó Lukács, Kádár Lajos, Visnyiczki Lajos, Zumpf Béla, Káposzta János, Toperczer Tibor, Farnek Mihály, Széles Ferenc, Kapus István, Bodzsár Ferenc, Lupkovics Gyula, Heidrich József, Teslér Balázs, Lukács János, Unyi Ferenc, Tóth Lajos, Varga János, Breuer Lajos, Gulyás István, Gunics József, Németh Mihály, Fritz László, Haisz Imre.

### A hanyatlás és feltámadás
1970-ben Lenin születésének 100. évfordulóján a város felvette a Leninváros nevet, ezáltal a csapat neve is Leninvárosi MTK (LMTK)-ra változott. 1978-ig az országos harmadik-negyedik vonalban (NB II-NB III) szerepelt, ekkor egy bajnoki átszervezésnek köszönhetően, osztályozón a Nagybátony gárdáját legyőzve, az országos másodosztályba (NB II) jutott. Ugyanebben az évben hat LMTK játékosnak szerveztek búcsúmérkőzést, amelyen 1-0-ra legyőzték a kor magyar sztárcsapatát, az Újpesti Dózsát. Két év NB II-es szereplés után, 1980-ban a megyei I. osztályba esett az időközben Olefin SC-re keresztelt klub. Egy év megyei szereplés után egészen 1997-ig a Területi, később az NB III-as bajnokságban játszottak. A 80-as években rendszeresen kiválóan szerepeltek a Magyar Népköztársaság Kupájában, több elsőosztályú csapatot vertek, a csúcsot 1984-ben érték el, amikor az elődöntőbe jutásért játszottak a Rába ETO-val és 7.000 néző előtt 5-2-re kaptak ki Verebes József mester csapatától.
1993-ra a klubot is elérte a rendszerváltás, gyári csapatból városi csapattá vált, neve Tiszaújvárosi SC-re változott. Az 1996/97-es bajnokságban megnyerte az NB III Tisza csoportját, ezzel jogot szerezve az NB I/B-s részvételért játszott osztályozóhoz, ahol a Kiskőrösi FC-t győzte le. Az első év bennmaradása után, a ´98/´99-es szezonban a helyi futball máig legnagyobb sikerét érték el. Az NB I-nek nevezett másodosztályban Szentes Lázár vezetésével a 6. helyen végeztek. 2002-ben a másodosztályban jól szereplő csapat anyagi gondokkal küzdött. Az 1998 és 2003 között a FC Tiszaújváros néven szereplő csapat 2003 nyarán kénytelen értékesíteni az NB III-as indulási jogát, melyet a Monor csapata szerzett meg. A 2003/04-es idényt a legalsó osztályban, már Tiszaújváros Labdarúgásért Egyesületként, kezdi a nulláról a felemelkedést a csapat. 2005-ben már ismét FC Tiszaújvárosnak nevezve nyeri meg a körzeti bajnokságot. Egymás után a megyei II. és I. osztályt megnyerve, 2008-tól ismét az Nemzeti Bajnokság harmadik vonalába jutott. Egy év megingás után, 2009-ben kiesve a megyei I. osztályba, 2010-től ismét az NB III-ban szerepelt a klub. Az egyesület kiváló körülményeket biztosít játékosainak és szurkolóinak a Tiszaújvárosi Sportcentrumban.
A mindig is jó utánpótlással rendelkező klub, olyan játékosokat adott a magyar futballnak, mint Bodnár László, a Pécsi MSC és az Újpest kapusa, vagy a Ferencvárossal bajnok Nagy Norbert, Pogány László. Erre az utánpótlásra és szakmai háttérre, valamint a kiváló edzők, mint pl. Temesvári Miklós, Varga Zoltán vagy Herczeg András munkásságára alapozva a remények szerint az FC Tiszaújváros hosszú évekig a régió meghatározó, Nemzeti Bajnokságban szereplő klubjává válik.

### 2010-es évek
2009-ben, miután egypontnyi különbséggel kiestünk az NB III-ból, a cél az azonnali visszajutás volt ami a tervszerű munkának köszönhetően sikerült is, hiszen a megyei első osztályt toronymagasan nyerte meg a gárda vetélytársai előtt. Ehhez az kellett, hogy a város és a klub vezetés elkötelezte magát az NB III-as szereplés mellett, és minőségi - az NB II-t is megjárt játékosokkal erősítette meg a csapat keretét, valamint Koleszár György személyében egy felkészült és keménykezű edzőt szerződtetett. Nem mellékesen biztosították az anyagi fedezetet is a szerepléshez.
Remek szezont tudhat maga mögött az NB III Mátra csoportjában szereplőcsapat. A Tisza-partiak újoncként a biztos bennmaradást tűzték maguk elé a szezon elején, amit alaposan túlteljesítettek és csak kevesebb győzelmüknek köszönhetően végeztek a 3. Vasas tartalékkal azonos pontszámmal (58) a 4. pozícióban. Az előző idényektől eltérően a Mátra csoportból az erősebbnek tűnő Tisza csoportba kezdte a szezont csapatunk, Koleszár György vezetőedző irányításával. A bajnokság átszervezése kapcsán az első perctől kezdve kiélezett csata folyt az első 5 hely valamelyikének a megszerzéséért. Az együttes végig ott volt a bajnokság élmezőnyében és végül az osztályozós helyet érő 3. helyen zárta a bajnokságot, úgy, hogy ugyanannyi pontot szerzett mint az általa kétszer is legyőzött és végül 2. Nyírbátor akinek eggyel több győzelme volt. Az osztályozón aztán meggyőző fölénnyel léptünk túl a Borsod megyei bajnok Szikszó-Tomor- Lakon (2-4, 9-2, összesítésben 13-4) és kivívtuk a az átszervezett NB III-ban való szereplés jogát.

## Névváltozások
Az alapítás óta bekövetkezett névváltoztatások okai sokrétűek. Szerepet játszott a profi/amatőr labdarúgás szétválasztása, az 1950-es évek államosítási törekvései, a társadalmi bázis kiszélesítése, a bennmaradás fúzió általi lehetővé tétele, a rendszerváltás, tulajdonos váltás, anyagi megfontolások és még sorolhatnánk a végtelenségig. Az alábbi összeállítás a nagy múltú egyesület különböző elnevezéseit mutatja meg.
- 1960–1963: Tiszavidéki Vegyi Kombinát Sport Club
- 1963–1990: Tiszaszederkényi Munkás Testedző Kör
- 1970–1979: Leninvárosi MTK
- 1980–1993: Olefin SC Leninváros
- 1993–2003: Tiszaújvárosi SC
- 2003–2005: Tiszaújváros Labdarúgásért Egyesület
- 2006–2013: FC Tiszaújváros
- 2013–0000: Termálfürdő FC Tiszaújváros

## Játékoskeret
2015. augusztus 19-i állapot szerint.
| No. |     | Poszt | Játékos        |
| --- | --- | ----- | -------------- |
| -   | HUN | K     | Tóth Csaba     |
| -   | HUN | K     | Koltai Dániel  |
| -   | HUN | V     | Czégel Máté    |
| -   | HUN | V     | Fodor Péter    |
| -   | HUN | V     | Hajdu István   |
| -   | HUN | V     | Molnár Ferenc  |
| -   | HUN | V     | Andorkó Sándor |
| -   | UKR | KP    | Horváth Tamás  |
| -   | HUN | KP    | Hussein Shadi  |
| -   | HUN | KP    | Bussy Dávid    |

| No. |     | Poszt | Játékos        |
| --- | --- | ----- | -------------- |
| -   | HUN | KP    | Polényi Tamás  |
| -   | HUN | KP    | Molnár László  |
| -   | HUN | KP    | Kerekes István |
| -   | HUN | KP    | Angyal Norbert |
| -   | HUN | KP    | Sigér Ákos     |
| -   | HUN | CS    | Potyka Attila  |
| -   | HUN | CS    | Katona Bence   |
| -   | HUN | CS    | Kovács Szilárd |
| -   | HUN | CS    | Papp István    |

## Szakmai stáb
| Vezetőedző   | Gyúró          | Kapusedző     |
| Bocsi Zoltán | Hegedűs Zoltán | Molnár Zoltán |

## Sikerek
NB III
- Bajnok: 1968-69, 1996-97

Borsod-Abaúj-Zemplén megye, I. osztály
- Bajnok: 1967-68, 2007-08, 2009-10

Borsod-Abaúj-Zemplén megyei II. osztály
- Bajnok: 2006-07

Borsod-Abaúj-Zemplén megyei III. osztály
- Bajnok: 2004-05

## Statisztikák

### Kovács István Díj
Az FC Tiszaújváros megalapította a „Kovács István díjat”, melyet az FC Tiszaújváros legjobb utánpótlás játékosa vehet át minden évben. Kovács István 371 mérkőzésen lépett pályára az egyesület színeiben. Hihetetlen módon szerette a futballt, melyre mindig is nagy alázattal és tisztelettel tekintett.
Ezen nagyszerű tulajdonságok alapján döntött úgy az egyesület, hogy a tragikus körülmények között elhunyt Kovács Istvánnak emléket állítva, minden évben az FC Tiszaújváros legjobb utánpótlás játékosát díjazza.

### Kovács István Díjasok
- 2014: Sebők Gergő[5]
- 2013: Nagy Dénes[6]
- 2012: Varró Bálint[7]

## Külső hivatkozások
- Hivatalos honlap
- Transfermarkt profil